# هونغن
هونغن (بالألمانية: Hungen) هي بلدة و بلدة ألمانية تقع في ألمانيا في غيسن. يقدر عدد سكانها بـ 12,924 نسمة .